# It's the Rage (película)
It's the Rage es una versión cinematográfica de 1999 de la obra de Keith Reddin "The Alarmist" sobre tres historias interconectadas y como las pistolas afectan en las nueve personas involucradas. La película es la primera dirección de James D. Stern, y cuenta con un reparto estelar.

## Argumento
Las armas de fuego figuran en las vidas entrelazadas de nueve personas. Warren (Jeff Daniels) dispara al amante de su esposa, Helen (Joan Allen), y en su defensa él afirma que pensó que estaba disparándole a un intruso. Ella lo deja; y su abogado (Andre Braugher) la ayuda a obtener un trabajo con un asistente de informática solitario (Gary Sinise) quien le agita su pistola a veces a Helen. Tennel (Josh Brolin), el ex-asistente del geek informático, aparece en una tienda de vídeos y queda enamorado de Annabel Lee (Anna Paquin), una chica de la calle agresiva que le gusta quejarse sobre hombres con su hermano psicótico (Giovanni Ribisi).
En secreto, Annabel comienza una aventura con el abogado, pero las cosas se complican cuando el amante gay del abogado, Chris (David Schwimmer), se entera.
Mientras tanto, un policía (Robert Forster) se queda con Warren.

## Reparto
| Actor           | Personaje      |
| --------------- | -------------- |
| Joan Allen      | Helen          |
| Andre Braugher  | Tim            |
| Josh Brolin     | Tennel         |
| Jeff Daniels    | Warren Harding |
| Robert Forster  | Tyler          |
| January Jones   | Janice Taylor  |
| Anna Paquin     | Annabel Lee    |
| Giovanni Ribisi | Sidney         |
| David Schwimmer | Chris          |
| Gary Sinise     | Morgan         |
| Muse Watson     | Limpiador      |
| Bokeem Woodbine | Agee           |

## Producción
El rodaje tuvo lugar en Los Ángeles, California.
La película se estrenó en la televisión por cable como All the Rage. Nunca entró en amplia difusión en los cines de América (mostrado sólo en pocos festivales de cine), aunque el lanzamiento en DVD ha hecho un éxito moderado. También estuvo en el Festival de Cine Internacional de Milán, ganando premios por Mejor Actuación (Gary Sinise), Mejor Director, Mejor Montaje, Mejor Película, Mejor Música, Mejor Guiín como también el Premio del Público.